# 1935-ös Copa América
Az 1935-ös Dél-amerikai Válogatottak Bajnoksága a 13. dél-amerikai kontinenstorna volt. Peruban rendezték, a tornát Uruguay nyerte meg. A torna egyben az 1936. évi nyári olimpiai játékok labdarúgótorna selejtezője is volt.

## Résztvevők
- Argentína
- Chile
- Peru
- Uruguay

Brazília, Bolívia és Paraguay visszalépett.

## Eredmények
A négy részt vevő válogatott egy csoportban, körmérkőzéses formában mérkőzött meg egymással. A csoport élén végzett csapat nyerte meg a kontinensviadalt.

### Mérkőzések
| 1935. január 6. |

| Argentína                                       | 4–1   | Chile      |
| ----------------------------------------------- | ----- | ---------- |
| Lauri 28' Arrieta 49' García 57' Masantonio 71' | (1–1) | Carmona 8' |

| Estadio Nacional, Lima Nézőszám: 25 000 Játékvezető: Miguel Serra Hurtado (perui) |

| 1935. január 13. |

| Uruguay       | 1–0   | Peru |
| ------------- | ----- | ---- |
| H. Castro 80' | (0–0) |      |

| Estadio Nacional, Lima Nézőszám: 25 000 Játékvezető: Humberto Reginatto (chilei) |

| 1935. január 18. |

| Uruguay        | 2–1   | Chile       |
| -------------- | ----- | ----------- |
| Ciocca 33' 55' | (1–0) | Giudice 54' |

| Estadio Nacional, Lima Nézőszám: 13 000 Játékvezető: José Artemio Serra (perui) |

| 1935. január 20. |

| Argentína                         | 4–1   | Peru            |
| --------------------------------- | ----- | --------------- |
| Masantonio 10' 61' 81' García 50' | (1–1) | T. Fernández 2' |

| Estadio Nacional, Lima Nézőszám: 21 000 Játékvezető: César Pioli (uruguayi) |

| 1935. január 26. |

| Peru           | 1–0   | Chile |
| -------------- | ----- | ----- |
| Montellanos 5' | (1–0) |       |

| Estadio Nacional, Lima Nézőszám: 12 000 Játékvezető: Eduardo Forte (argentin) |

| 1935. január 27. |

| Argentína | 0–3   | Uruguay                           |
| --------- | ----- | --------------------------------- |
|           | (0–3) | Castro 18' Taboada 28' Ciocca 36' |

| Estadio Nacional, Lima Nézőszám: 30 000 Játékvezető: Humberto Reginatto (chilei) |

### Végeredmény
A hazai csapat eltérő háttérszínnel kiemelve.
| Helyezés | Nemzet    | M | Gy | D | V | G+ | G– | Gk | P |
| -------- | --------- | - | -- | - | - | -- | -- | -- | - |
| Arany    | Uruguay   | 3 | 3  | 0 | 0 | 6  | 1  | +5 | 6 |
| Ezüst    | Argentína | 3 | 2  | 0 | 1 | 8  | 5  | +3 | 4 |
| Bronz    | Peru      | 3 | 1  | 0 | 2 | 2  | 5  | –3 | 2 |
| 4.       | Chile     | 3 | 0  | 0 | 3 | 2  | 7  | –5 | 0 |

| Az 1935-ös Dél-amerikai Válogatottak Bajnoksága győztese |
| -------------------------------------------------------- |
| URUGUAY 7. cím                                           |

### Gólszerzők
| 4 gólos - Herminio Masantonio 3 gólos - Aníbal Ciocca 2 gólos - Diego García - Héctor Castro | 1 gólos - Antonio Arrieta - Miguel Angel Lauri - Arturo Carmona - Carlos Giudice - Teodoro Fernández - Alberto Montellanos - José Taboada |

## Külső hivatkozások
- 1935 South American Championship